# Величка (река, впадает в Пионерское озеро)
Величка (Верховка, Суур-йоки) — река в России, протекает по Выборгскому району Ленинградской области. Вытекает из Сенновского озера, связанного протокой с Зеркальным озером, в верхнем течении носит название Верховка. Впадает в озеро Пионерское. Длина реки составляет 13 км, площадь водосборного бассейна — 70,1 км².
Река протекает через посёлок Заречье.

## Данные водного реестра
По данным государственного водного реестра России относится к Балтийскому бассейновому округу, водохозяйственный участок реки — Реки и озера бассейна Финского залива от границы РФ с Финляндией до северной границы бассейна р. Нева, речной подбассейн реки — Нева и реки бассейна Ладожского озера (без подбассейна Свирь и Волхов, российская часть бассейнов). Относится к речному бассейну реки Нева (включая бассейны рек Онежского и Ладожского озера).
Код объекта в государственном водном реестре — 01040300512102000008263.

## Топографическая карта
- Лист карты P-35-143,144 Сестрорецк. Масштаб: 1 : 100 000. Состояние местности на 1986 год. Издание 1989 г.